# Patron (chien)
Pour les articles homonymes, voir Patron.
Patron (en ukrainien : Патрон) est un chien de détection de race Jack Russell terrier appartenant à l'armée ukrainienne et la mascotte du ministère des Situations d'urgence. Il reçoit la médaille du dévouement en mai 2022 pour son travail de détection de 236 explosifs russes lors de l'invasion de l'Ukraine par la Russie en 2022.

## Biographie

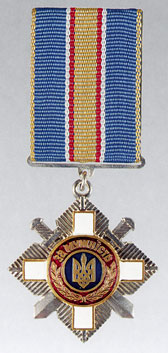
Médaille de troisième classe de l'Ordre du courage, remise au maître de Patron de la part de Volodymyr Zelensky en mai 2022.

Patron devient rapidement un symbole de patriotisme ukrainien pendant le conflit. Le 8 mai 2022, Patron avait détecté 236 engins explosifs russes qui n'avaient pas fonctionné.
Il devient connu grâce à une vidéo postée sur Facebook, dans laquelle il saute dans un camion, s'assoit sur les jambes d'un soldat ukrainien tout en reniflant les débris qui l'entourent pour vérifier que le périmètre est sûr. La vidéo est ensuite diffusée sur Twitter par le centre de communication stratégique et de la sécurité de l'information, écrivant qu'un jour, ce chien ferait l'objet d'un film.
Le 5 mai 2022, le ministre de l'Intérieur ukrainien, Denys Monastyrsky annonce la création d'un Centre international de coordination pour le déminage, dont Patron est la mascotte,.
Le 9 mai 2022, Volodymyr Zelensky décerne à Patron la médaille du dévouement et à son maître Mykhailo Iliev la médaille du courage de troisième classe pour leurs services rendus à l'Ukraine,.
Le 27 mai 2022, Patron reçoit le DogManitarian Award de la Palme Dog au Festival de Cannes 2022 pour son service durant la guerre russo-ukrainienne,.

## Galerie

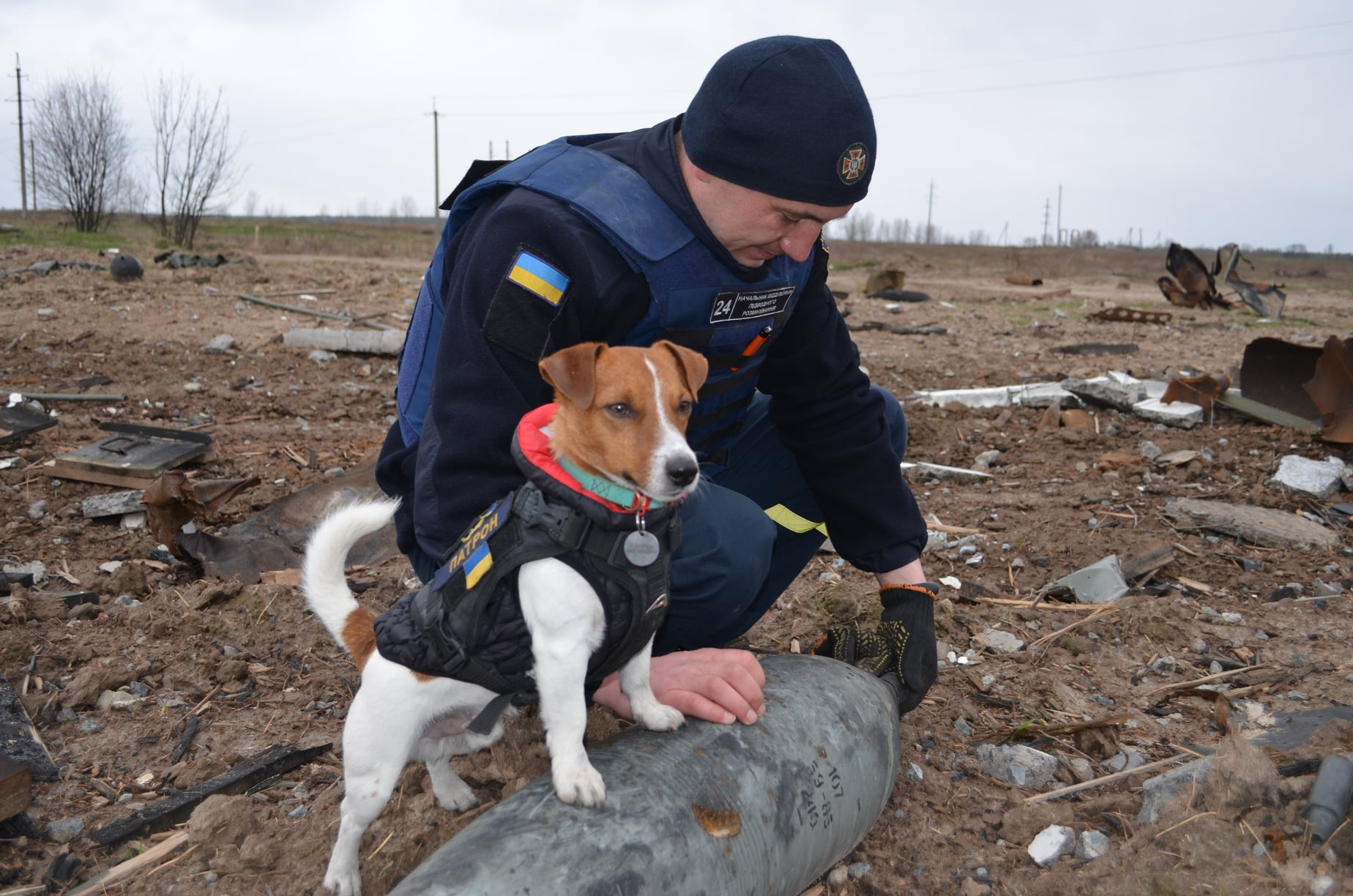
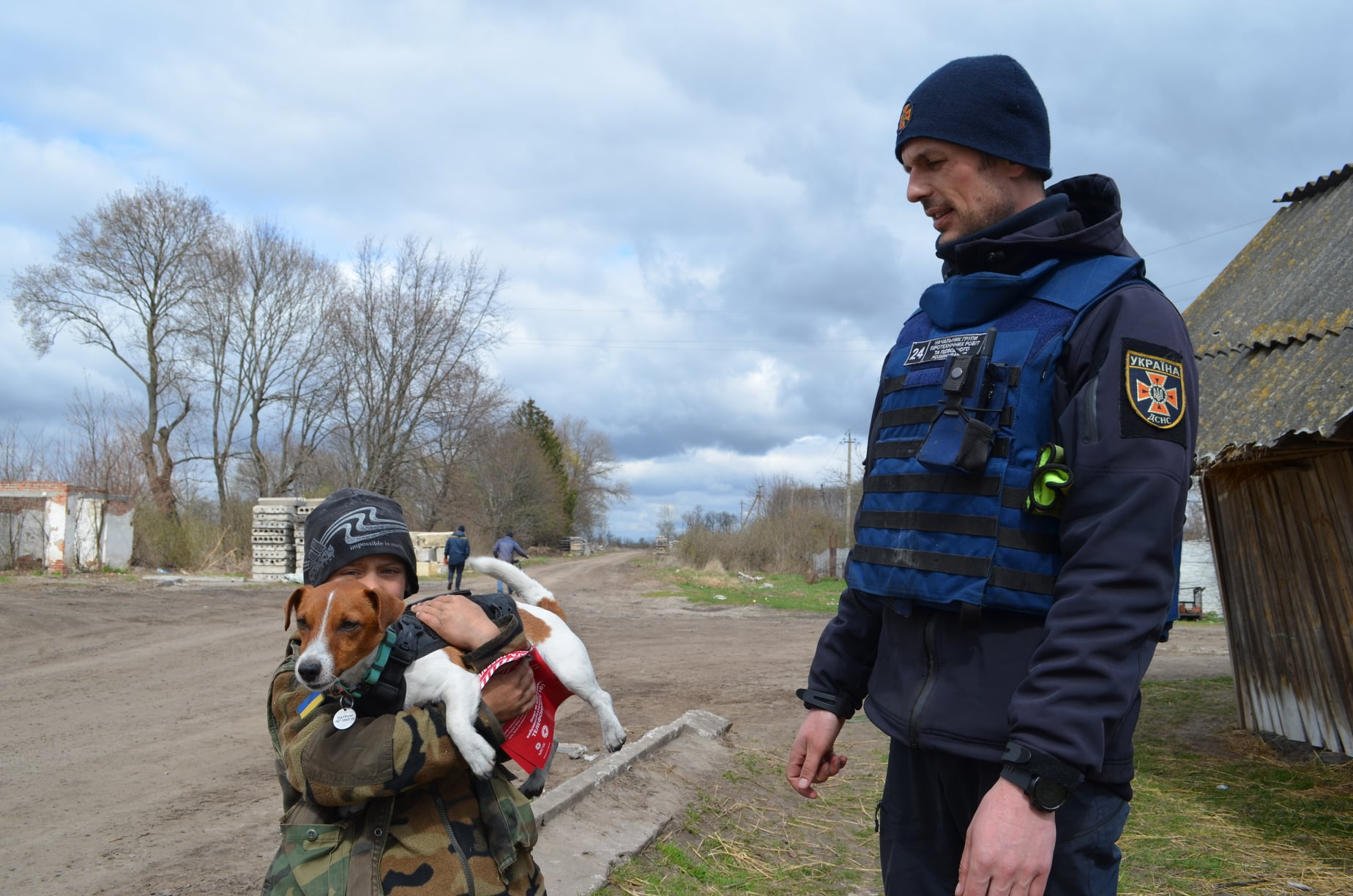
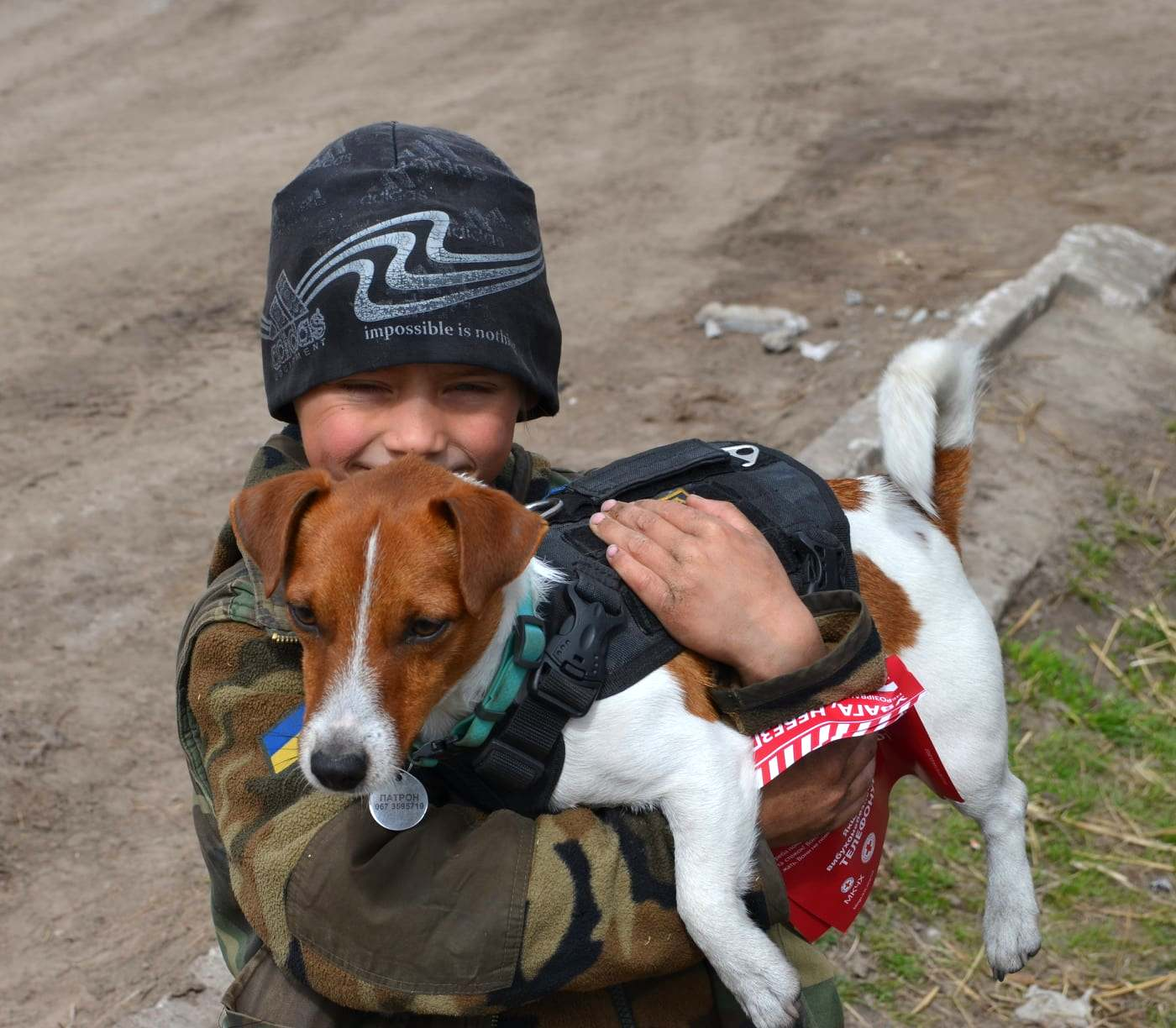
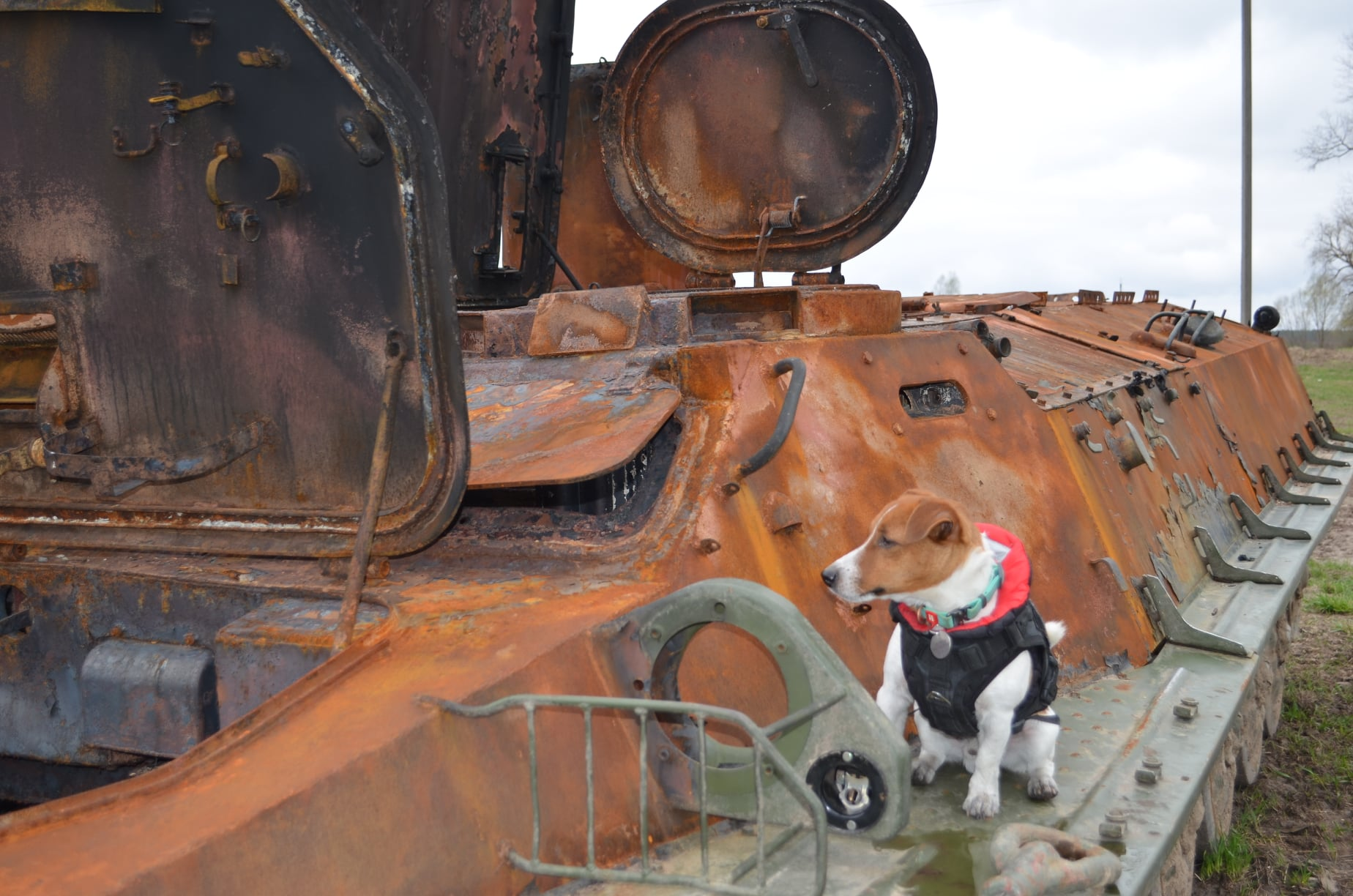
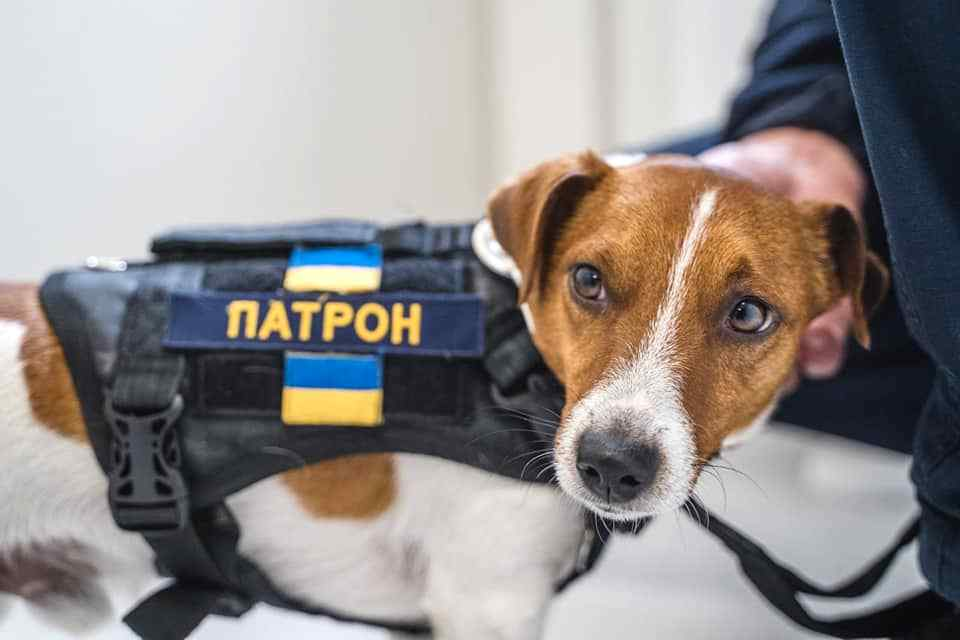